# Orsetto gommoso

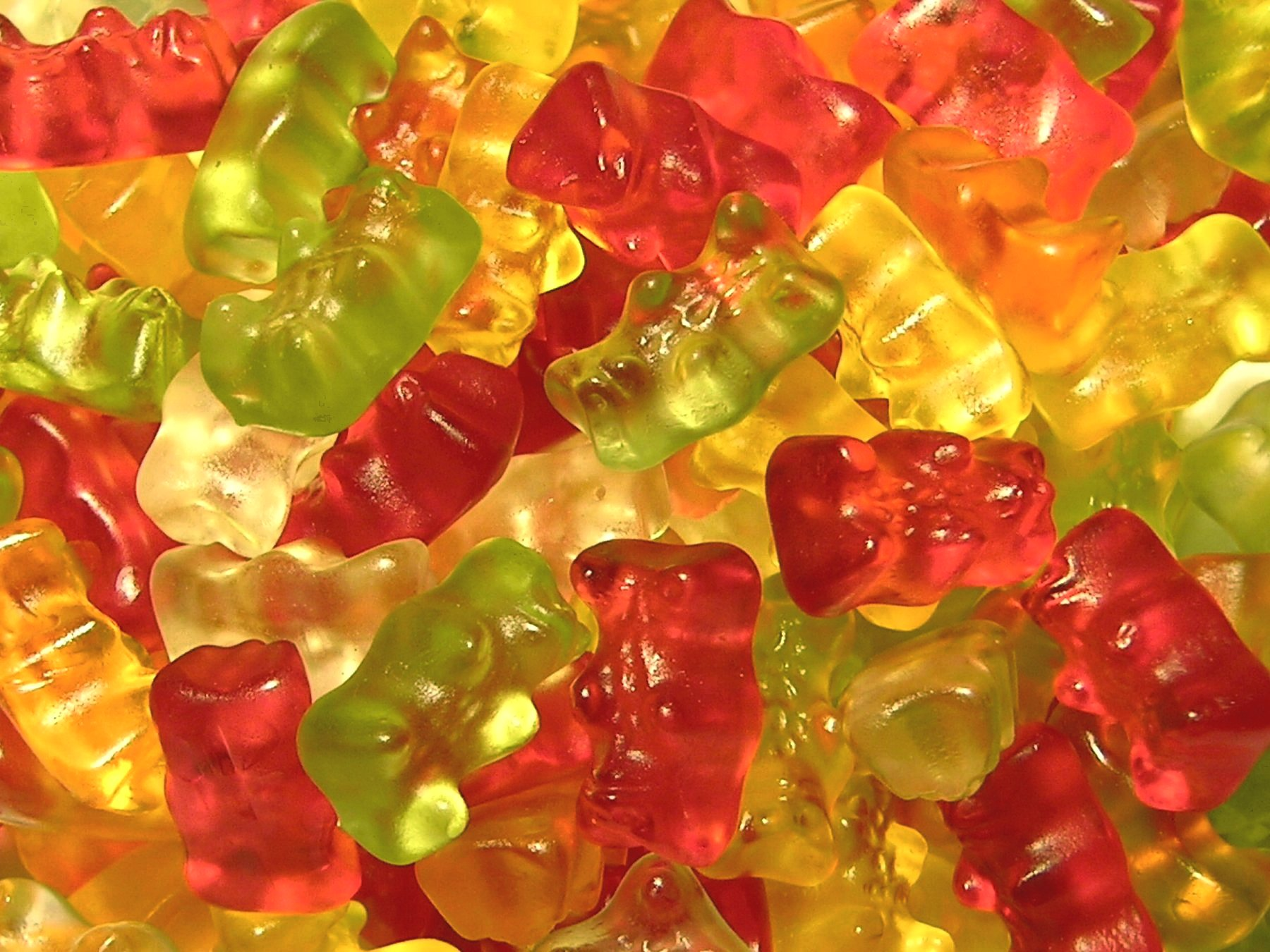
Orsetti gommosi

L'orsetto gommoso è una caramella a base di gelatina animale o vegetale e a forma di orso.

## Storia
Gli orsetti gommosi sono stati inventati nel 1920 (secondo altre fonti nel 1922), quando il fondatore della Haribo Hans Riegel Sr. preparò delle caramelle di gomma arabica a forma di orso ispirandosi agli animali ammaestrati che aveva visto nelle fiere tedesche del XIX secolo. Per produrre le caramelle, la Haribo si serviva di un macchinario detto Starch Mogul, che presentava un vassoio in amido di mais riciclato a ogni produzione. Dapprima, le caramelle prendevano il nome di "Orsi ballerini" (Tanzbären) ed erano più grandi di quelli attuali; a partire dagli anni sessanta, essi vennero ridimensionati e presero il nome di "Orsetti d'oro" (Goldbären). Nel 1962 apparvero per la prima volta in uno spot pubblicitario. Negli anni seguenti, gli orsetti gommosi si diffusero in Italia, Regno Unito e Stati Uniti e altre aziende imitarono l'intuizione della Haribo.

## Ingredienti

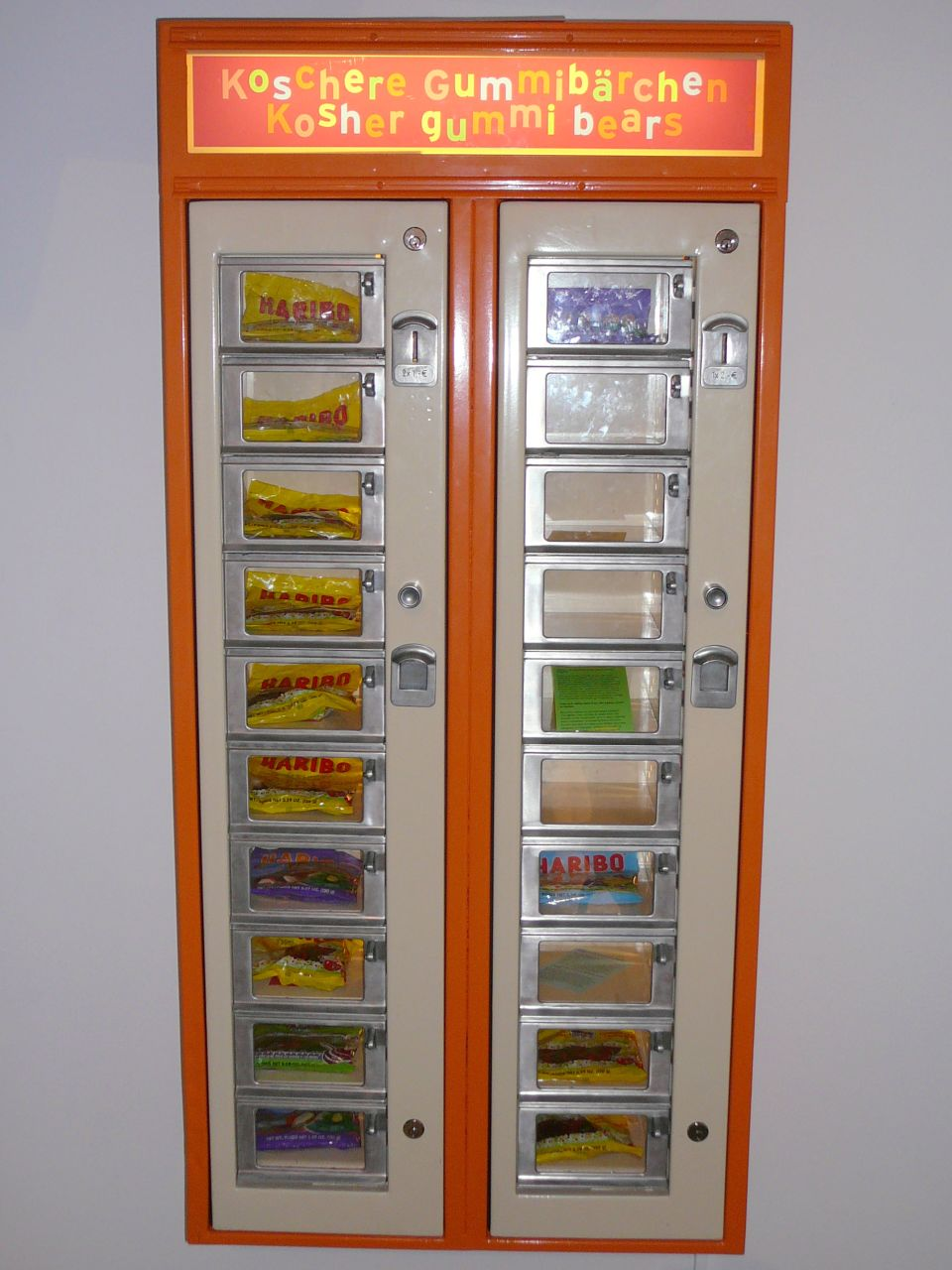
Distributore di orsetti gommosi kosher

Gli orsetti gommosi sono fatti con zucchero, sciroppo di glucosio, amido, aromi, coloranti, acido citrico e gelatina.
Per i vegani e per chi, per motivi religiosi o di altra natura non può mangiare prodotti derivati da bovini e suini, esistono orsetti gommosi per i quali, invece della gelatina animale, si usa la pectina.